# Asklipiío
Asklipiío (grec moderne : Ασκληπιείο) est un village de Grèce, siège de la communauté locale d’Asklipiío, sur l’île de Rhodes en Égée-Méridionale.
Le village abrite l’église de la Dormition de la Théotokos, lieu de culte orthodoxe conservant des peintures des XVe et XVIIe siècles.